# Oleg Vladimirovich Deripaska
Oleg Vladimirovich Deripaska (sinh ngày 2 tháng 1 năm 1968) là một doanh nhân Nga, sở hữu công ty "Nhân tố cơ bản", sống ở London. Tháng 2 năm 2007 tạp chí "Forbes" đánh giá tài sản của ông 13,3 tỷ đô la và xếp thứ 40 trong danh sách những người giàu nhất hành tinh và thứ 6 ở Nga. Tháng 3 năm 2008 tạp chí "Forbes" đánh giá tài sản của ông 28 tỷ đô la và xếp thứ 9 trong danh sách những người giàu nhất hành tinh và thứ 1 ở Nga.